# Ingerophrynus gollum
El sapo de Gollum (Ingerophrynus gollum) es una especie de anfibio de la familia Bufonidae; la última incorporada por L. Lee Grismer en 2007 al género Ingerophrynus, de reciente creación a partir de varias especies anteriormente encuadradas en el género Bufo. En la lista roja de conservación de la IUCN está listado como Data Deficient (DD), puesto que su reciente descripción y lo poco que se conoce aún sobre su distribución, población, hábitat y ecología en general no permite hacer otras apreciaciones. Su nombre hace referencia a Gollum, el personaje de El hobbit y El Señor de los Anillos creado por el escritor británico J. R. R. Tolkien.

## Localización
Esta especie ha sido vista únicamente en el parque nacional Endau-Rompin, en el estado de Johor (Malasia peninsular), por lo que se la considera un endemismo de aquel lugar. Los individuos se hallaban en un bosque sombrío de tierras bajas, en una pequeña área pantanosa, sobre vegetación pero a menos de 50 cm del suelo; al caer la noche tras breves precipitaciones por la tarde.

## Descripción
Se trata de un sapo de menos de 28 mm de longitud; con el tímpano visible; dorso de color anaranjado oscuro, y vientre anaranjado más claro con manchas; cubierto de verrugas redondeadas; con una banda vertebral blanca, desde el morro hasta el ano; y rayas oscuras en los miembros.